# Edward Acevedo Cruz
Edward Acevedo Cruz, né le 10 décembre 1985 à Saint-Domingue en République dominicaine, est un footballeur international dominicain. 
Il évolue comme défenseur au Cibao FC et avec la sélection de la République dominicaine.

## Biographie

### Sélection
Le 27 février 2008, il est convoqué pour la première fois en équipe de République dominicaine par Juan Emilio Mojica, à l'ocasion d'un match amical face à Haïti. 
Il compte 15 sélections et 0 but avec l'équipe de République dominicaine depuis 2008.

## Palmarès

### En club
- Club Barcelona Atlético :
  - Champion de République dominicaine en 2007.